# 奥斯特瓦尔德 (下莱茵省)
奥斯特瓦尔德（法語：Ostwald，法語發音：[ɔstvald] ⓘ）是法国下莱茵省的一个市镇，属于斯特拉斯堡区。

## 地理
奥斯特瓦尔德（48°33'4"N, 7°42'49"E）面积7.11 平方千米，位于法国大東部大區下莱茵省，该省份为法国大陆部分最东部的省份，是阿尔萨斯的一部分，今与上莱茵省组成了阿尔萨斯欧洲集体，其南至上莱茵省，西南接孚日省和默尔特-摩泽尔省，西接摩泽尔省，北与德国接壤。
与奥斯特瓦尔德接壤的市镇（或旧市镇、城区）包括：盖斯波尔赛姆、伊尔基什-格拉芬什塔登、林戈尔赛姆、斯特拉斯堡。
奥斯特瓦尔德的时区为UTC+01:00、UTC+02:00（夏令时）。

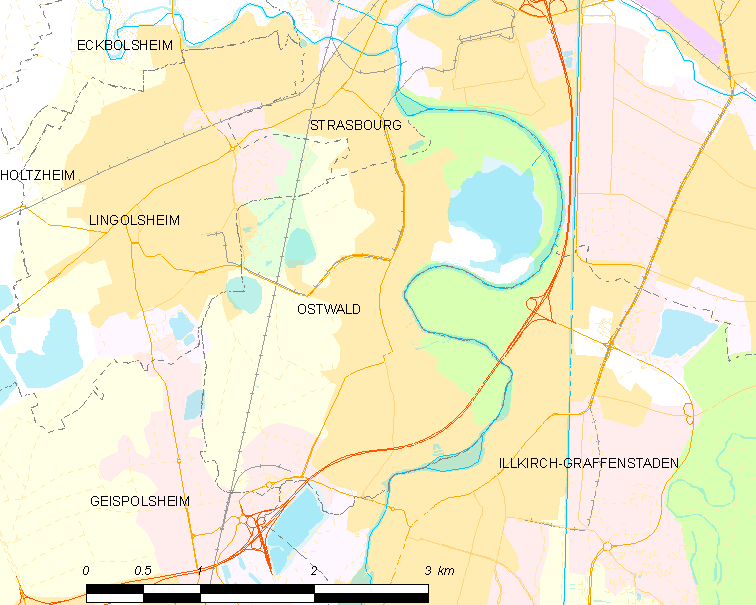
奥斯特瓦尔德的OSM定位图

## 行政
奥斯特瓦尔德的邮政编码为67540，INSEE市镇编码为67365。

## 政治
奥斯特瓦尔德所属的省级选区为伊尔基什-格拉芬什塔登县。

## 人口

1962-2008年间奥斯特瓦尔德人口变化图示

奥斯特瓦尔德于2022年1月1日时的人口数量为13492人。